# 奧斯本 (阿拉巴馬州)
奧斯本（英語：Osborn）是一個位於美國阿拉巴馬州佩里縣的非建制地區。該地的面積和人口皆未知。

## 地理
奧斯本的座標為32°41′01″N 87°08′35″W / 32.68361°N 87.14306°W，而該地的平均海拔高度為143米（即469英尺）。